# Kabinett Simonis I
Das Kabinett Simonis I bildete vom 19. Mai 1993 bis zum 22. Mai 1996 die Landesregierung von Schleswig-Holstein.
| Amt                                              | Name | Partei    | Partei    |
| ------------------------------------------------ | --- | --------- | --------- |
| Ministerpräsidentin                              | Heide Simonis |           | SPD       |
| Stellvertreter der Ministerpräsidentin           | Claus Möller |           | SPD       |
| Inneres                                          | Hans Peter Bull bis 24. Januar 1995 Ekkehard Wienholtz ab 25. Januar 1995                                           |           | SPD       |
| Justiz                                           | Klaus Klingner |           | SPD       |
| Finanzen und Energie                             | Claus Möller |           | SPD       |
| Wirtschaft, Technik und Verkehr                  | Peer Steinbrück |           | SPD       |
| Arbeit und Soziales, Jugend und Gesundheit       | Heide Moser |           | SPD       |
| Natur und Umwelt                                 | Berndt Heydemann bis 31. Dezember 1993 Hans Wiesen geschäftsführend vom 1. Januar 1994 bis 4. März 1994 Edda Müller |           | parteilos |
| Natur und Umwelt                                 | Berndt Heydemann bis 31. Dezember 1993 Hans Wiesen geschäftsführend vom 1. Januar 1994 bis 4. März 1994 Edda Müller | SPD       |           |
| Natur und Umwelt                                 | Berndt Heydemann bis 31. Dezember 1993 Hans Wiesen geschäftsführend vom 1. Januar 1994 bis 4. März 1994 Edda Müller | parteilos |           |
| Ernährung, Landwirtschaft, Forsten und Fischerei | Hans Wiesen |           | SPD       |
| Wissenschaft, Forschung und Kultur               | Marianne Tidick |           | SPD       |
| Frauen, Bildung, Weiterbildung und Sport         | Gisela Böhrk |           | SPD       |
| Bundes- und Europaangelegenheiten                | Gerd Walter |           | SPD       |